# ウィットワース銃
ウィットワース銃 (ウィットワースじゅう、Whitworth rifle) は、イギリスの技術者であるジョセフ・ホイットワースによって開発されたパーカッションロック式前装式施条銃である。1854年ごろに開発がスタートし、トライアルを通してその高い射撃性能が評価され、いくつかの部隊に配備されたが、イギリス軍全体に採用されることはなかった。
南北戦争ではアメリカ連合国が使用し、その高い精度を活かした長距離狙撃が行われた。幕末の日本にも少数が輸入され、「ウヰツウオルヅ銃」、「六角銃」などと呼ばれた。

## 歴史

### 開発
1854年まで、ホイットワースは小火器についてほとんど知識がなく、また関心も持っていなかった。しかし、その年の初めに、エンフィールド造兵廠の再整備に必要な機械の調達先を探していたイギリスの兵器局から相談を受け、ほどなくして、同局から銃器のライフリングの製造と設計の問題について高名な専門技術者として意見を求められた。
これをきっかけにホイットワースはこの問題に取り組み始め、収集の為に有名なガンメーカー達へ相次いで訪問をした。しかし、誰も最良のライフリング形状を知らなかった事を兵器局と兵器総監(英:Master-General of the Ordnance)へ報告した。
この事から彼は、角を矯めて、この問題の科学的調査を行うことを宣言した。そうして彼は多角形(ポリゴナル)のライフリング銃身の開発を行なった。
そうしてホイットワースは、射撃場で最初期のライフルをテストした。このライフルは、銃身長が10インチ(約25cm)しかなく、ライフリングはポリゴナル形状で、ねじれは一回転60インチであった。
その後、ホイットワースは、1854年から2〜3年程かけて7丁の試作ライフルを完成させた。それぞれのスペックは以下の通りである。
1. 試作ライフル、ポリゴナルライフリング、10インチ銃身、一回転6インチのねじれ
2. 試作ライフル、ポリゴナルライフリング、30インチ銃身、一回転30インチのねじれ、射撃性能は良かった。
3. 試作ライフル、ポリゴナルライフリング、30インチ銃身、一回転78インチのねじれ、射撃性能は良くなかった。
4. 試作ライフル、ポリゴナルライフリング、39インチ銃身、1回転10インチのねじれ、機械的吻合を行う弾丸を使用、射撃性能は良かった。
5. 試作ライフル、1回転15インチのねじれ
6. 試作ライフル、ポリゴナルライフリング、20インチの銃身、ライフリングの摩耗はなかった。
7. 試作ライフル、ポリゴナルライフリング、61インチの銃身(4つのバンドで固定されている)

1856年11月には、政府によって設立された特別小調査委員会が、イギリス軍の新型歩兵ライフルであるエンフィールド銃と比較するために、ホイットワースに彼のデザインを取り入れたライフルを3丁製造する様に提案した。こうして、ウィットワース銃は初めて開発された。

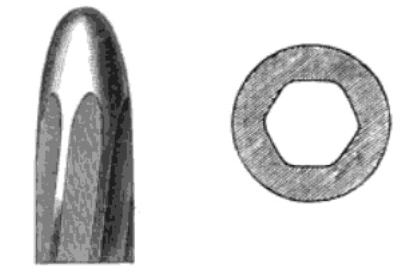
ホイットワースによって開発された六角形のポリゴナルライフリングと、六角形弾。この六角形弾とポリゴナルライフリングの「機械的吻合」が、ライフリングの摩耗を激減させた。

ウィットワース銃は、口径.451インチ、銃身長39インチで、1回転20インチのねじれをもつ六角形のポリゴナルライフリングを持っていた。
六角形のポリゴナルライフリングがある事で、熱機械的応力がより広い範囲に広がるため、ライフリングの摩耗を減少させる事ができた。実際、ウィットワースは、円筒形型の鉛の弾丸が六角形ライフリングの丸く角ばった端へと容易に拡張する為に、ライフリングの摩耗の懸念が取り除かれた事を発見した。
弾丸は、本銃のライフリングの形状に沿った六角形(英:Hexagon bullet)となっており、これは、ミニエー弾やプリチェット弾の様に拡張してライフリングに吻合する椎の実型弾丸とは違い、六角形のライフリングに沿って「機械的な吻合」を行う事で、ライフリングの摩耗を大幅に減らすという利点があった。
そして、装填時に既にライフリングに吻合するために、弾丸は拡張させる必要が無い。したがって、弾丸の材料は変形しやすい金属である鉛を必須とする事が無くなるため、より硬い金属である鉄や、スチールで弾丸を作ることが出来た。それらの材料を含んだ弾丸は、貫通力の向上が見られた。
ウィットワース銃の口径は、当時の各国の軍用ライフルの口径(.70~.54インチ)を遥かに下回った.451口径(11.46mm)となっていた。ホイットワースのさまざまな内径の実験により、それぞれの直径に対応する火薬と適切な重さの弾丸があり、それが所定の射程で最高の弾道と最小の反動を与えることが判明したのである。エンフィールド銃で、規定重量の530グレインの弾丸を使用した場合、.577インチの口径は、使用する装薬に対して大きすぎ、弾道が高くなりすぎること、装薬を増やして弾道の弧を大幅に縮小しようとすると、反動が非常に大きくなり、それに耐えるには普通の人よりもはるかに強い兵士でなければならないことを発見し、さらに試射を行って、全体として451インチの口径が好ましいことを納得させるに至った。結果として、エンフィールド銃の弾丸と同重量(530グレイン)の弾丸であっても、70グレインの火薬でエンフィールド銃よりも低伸な弾道を実現することが出来、激しいリコイルも抑えた。

### 1857年のトライアル

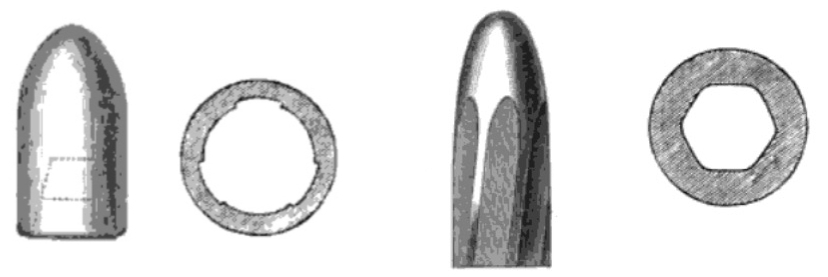
エンフィールド銃の3条ライフリングと、エンフィールド弾、そしてホイットワース銃の六角形ポリゴナルライフリングと、六角形弾。エンフィールド銃に対し、ホイットワース銃はより小口径で、ライフリングのねじれが速かった。

ウィットワース銃は、1857年4月、イギリスのハイスにてエンフィールド銃との比較で初めてテストされた。500ヤード(457メートル)、800ヤード(731メートル)、1,100ヤード(1,005メートル)、1,400ヤード(1,280メートル)、1,800ヤード(1,645メートル)先まで射撃され、二丁のライフルの各距離における性能指数が計測された。
この比較テストで、ウィットワース銃はエンフィールド銃の射撃性能を遥かに凌駕し、非常に高い精度を叩き出した。以下の表は、5つの距離においてのエンフィールド銃とウィットワース銃の角度、性能指数を記したものである。
| 武器の名前       | 距離        | 銃の角度 | 性能指数                    | 備考                                         |
| ---------------- | ----------- | -------- | --------------------------- | -------------------------------------------- |
| エンフィールド銃 | 500ヤード   | 1度32分  | 2.24フィート(0.68メートル)  |                                              |
| ウィットワース銃 | 500ヤード   | 1度15分  | 0.37フィート(0.11メートル)  |                                              |
| エンフィールド銃 | 800ヤード   | 2度45分  | 4.20フィート(1.28メートル)  |                                              |
| ウイットワース銃 | 800ヤード   | 2度22分  | 1.00フィート(0.3メートル)   |                                              |
| エンフィールド銃 | 1,100ヤード | 4度12分  | 8.00フィート(2.44メートル)  |                                              |
| ウィットワース銃 | 1,100ヤード | 3度8分   | 2.62フィート(0.8メートル)   |                                              |
| エンフィールド銃 | 1,400ヤード | なし     | なし                        | 射撃はとても荒々しく、記録は取られなかった。 |
| ウイットワース銃 | 1,400ヤード | 5度      | 4.62フィート(1.41メートル)  |                                              |
| エンフィールド銃 | 1,800ヤード | なし     | なし                        | 射撃されなかった。                           |
| ウィットワース銃 | 1,800ヤード | 6度40分  | 11.62フィート(3.54メートル) |                                              |

このウィットワース銃の非常に高い精度は、銃身が小口径であることだけで無く、ライフリングのねじれがエンフィールド銃のそれよりもとても速い事から実現された。エンフィールド銃のライフリングのねじれが1回転78インチなのに対し、ホイットワース銃は一回転20インチと、とても高速である。

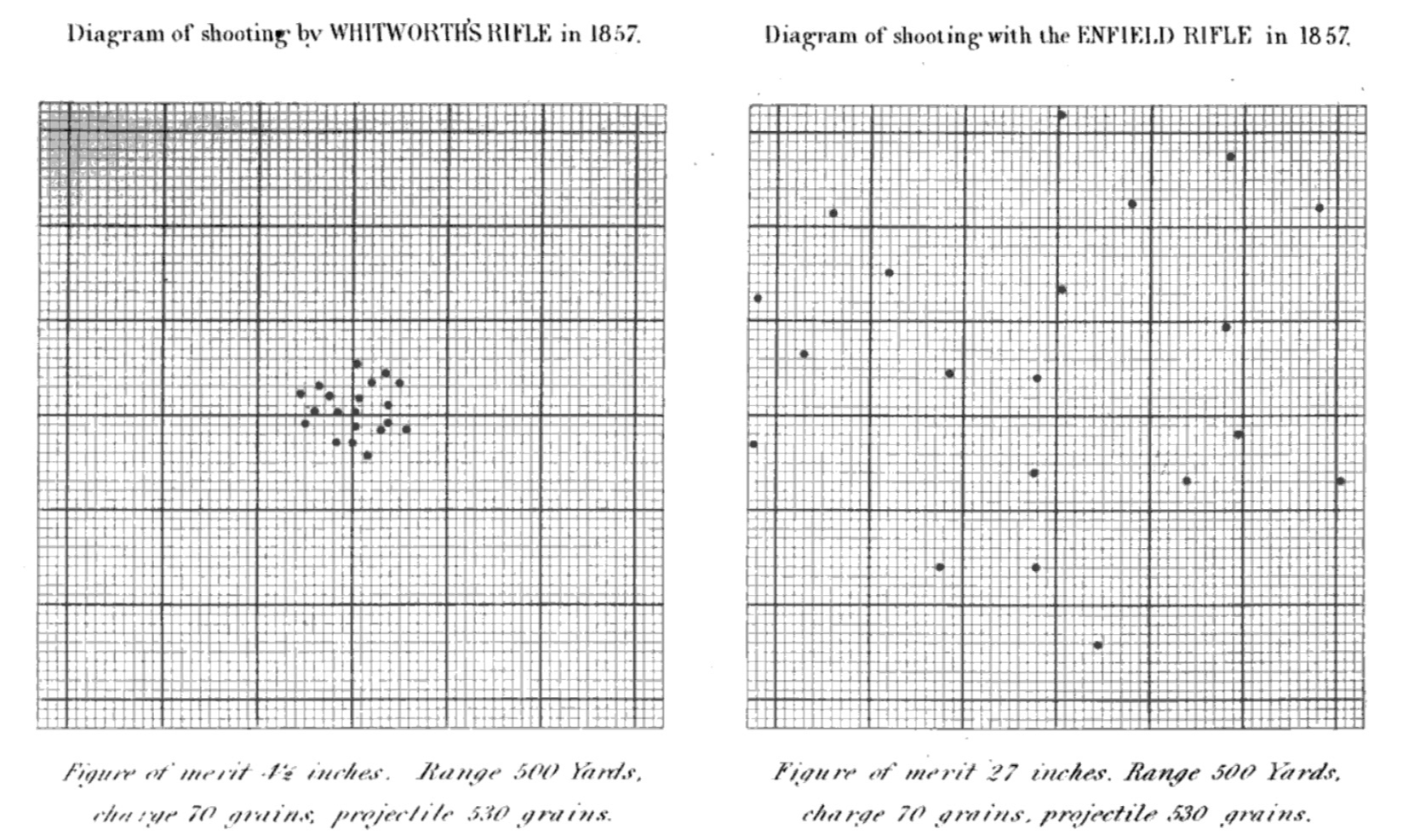
500ヤードにおける、エンフィールド銃とウィットワース銃のターゲット図。右がエンフィールド銃で、左がウィットワース銃である。全弾がターゲット全体に広がって命中しているエンフィールド銃に対し、ウィットワース銃は、全弾がターゲットの中心にかなり集まっている。

ライフリングのねじれが速ければ速いほど、ライフリングが弾丸に与える回転力はより強くなり、回転力が強い弾丸は、より遠い距離において回転の勢いを無くすことなく飛翔するため、狙った所にかなり命中しやすくなった。
ウィットワース銃は、貫通力においてもエンフィールド銃を圧倒した。ウィットワース弾は2分の1インチ(1.27センチ)の厚さの木の板を33枚貫通したのに対し、エンフィールド弾は13枚しか貫通できなかった。
しかし、残念ながら、1857年に実施されたトライアルでは、エンフィールド銃が軍用の弾薬包を装填していたのに対し、ウィットワース銃は特殊な火薬をフラスコで装填していた事から、この比較テストが公平なものでないとされ、後にウィットワース銃の評価から公式に否定された。
このテストでは満足のいく結果を得られなかったため、このテストの後、下士官とエンフィールド銃の開発を行なった人々、そしてホイットワースを含めた委員会が設立され、18ヶ月にも渡って議論を行なったものの、1859年には、ウィットワース銃が軍用兵器としては小口径すぎる事が政府へと報告された。

### 1858年のトライアル
ホイットワースは、25丁のライフルをトライアルの為に製造したが、委員会との間に意見の相違があった為に、ホイットワースはトライアルが始まる前に15丁を撤回した。そのため9丁のライフルのみが公式に記録された。トライアルでは、その10丁の内の9丁が記録された。トライアルで使用されたライフルの銃身は、以下の通りであった。
| 項目                                   | 数値                      |
| -------------------------------------- | ------------------------- |
| 銃身長                                 | 39インチ(99cm)            |
| ブリーチ部の長さ                       | 1インチ(2.54cm)           |
| マズル部の長さ                         | 0.7インチ(1.78cm)         |
| ボア                                   | 六角形                    |
| ライフリングのねじれ                   | 一回転20インチ            |
| 六角形ライフリングの斜めの長さ         | .490インチ(1.24cm)        |
| 六角形ライフリングの横の長さ           | .450インチ(1.14cm)        |
| 六角形ライフリングの中心の長さ         | .451インチ(1.15cm)        |
| 照準器とブリーチ部を含めた時の銃身重量 | 4ポンド7.25オンス(2.02kg) |

ウィットワース銃と、エンフィールド銃との比較は、精度、貫通力、射程、ファウリング、扱いやすさ、連射性、失敗する可能性などの全ての点において不十分であった。
他にも、このウィットワース銃の明らかな優位性に反し、非常に熟練した技師によって達成された試験用ウィットワース銃の高い品質の技量を確保することが不可能である為、ウィットワース銃の製造品質は失敗するだろうという噂が立った。そして、ウィットワース銃は、乾燥した暑い気温の状況下ではテストされなかった。
しかも、小口径のエンフィールド銃の精度は、ウィットワース銃のそれとほぼ同等であった為、委員会の中のいくつかの人は、ウイットワース銃の高精度は、ポリゴナルライフリングではなく、小口径と高速のライフリングねじれから実現されているのだと考える様になった。
しかし、委員会は、ウィットワース銃がエンフィールド銃(三帯型、二帯型両方)にとって代わる事を考えていた為、将来的に行う次のトライアルでは、33インチ(83cm)、39インチ(99cm)の長さの銃身を持つ製造品質のウィットワース銃を使用する様に提案した。そして、ウィットワース銃と小口径のエンフィールド銃の直接的な比較を想像していた。

### 1861年のトライアル
1859年6月に、ウィットワース銃の主題全体は新たに再編成された兵器選択委員会に受け渡された。委員会は、1000~1200丁のウィットワース銃を提供する様に要請したが、ホイットワースは、ライフル一丁を10ポンドで製造しており、委員会にとってはこれは高価過ぎた。そして、1860年3月まで重要な決断は何もされなかった。
ホイットワースは、10丁の.448口径の小口径銃を滑腔銃身の状態で、エンフィールド造兵廠にて製造する事に賛成し、それに加えてもう10丁製造された。ウィットワース銃は、1860年9月17日にホイットワースによってライフリングが施され、武器保管庫であるロンドン塔に運ばれたが、トライアルに不可欠な小口径のエンフィールド銃の注文が1860年9月13日まで行われなかった。この結果、委員会は、新たなトライアルを1861年の夏まで開始できなかった。
他の要因がトライアルの継続的延期に貢献し、トライアルとそれらが進行する前に、イギリスの国務長官は、他の全てのタイプの軍用小口径銃と、エンフィールド銃と有用に比較できる可能性のある大口径銃を含む様にトライアルの委託条件を拡大した。
このトライアルで使用されたウィットワース銃の銃身は、エンフィールド造兵廠で製造され、重量が通常のものより重いものと、軽いものが存在していた。
重い銃身は、エンフィールド銃のそれ(1.93kg)より0.5kg重く(2.43kg)、軽い銃身は、エンフィールド銃のそれ(1.93kg)より0.18kg重かった(2.11kg)。ストックの重量を削減した事で、軽い銃身のウィットワース銃は、エンフィールド銃と同等の重量にすることが出来た。重い銃身のウィットワース銃の場合ならば、エンフィールド銃よりわずか0.31~0.45kg程重くなるだけになった。
重い銃身、又は軽い銃身のウィットワース銃がそれぞれ複数丁使用され、トライアルで使用された全ライフルの中では、重い銃身のウィットワース銃が、精度において最も優秀であった。　　　　

### 軍用ウィットワース銃の開発
国務長官は、小規模な部隊試験の重要性について彼に提出されたアドバイスに注意を払い、上記のトライアルの終了を待たず、1862年5月に「1862年型ウイットワース銃(英:Pattern 1862 Whitworth rifle)」を1,000丁製造する様に命令した。そして、彼はそれらの銃の仕様に36インチである事を含める様に指示した。
1862年型ウィットワース銃は、1861年の比較トライアルで使用された重い銃身のウィットワース銃とほぼ同じであった。エンフィールド造兵廠で製造され、外見上、これらはエンフィールド銃に可能な限り類似する様に意図されていた。その為、外部的にはエンフィールド銃と同じ形状であり、銃剣はエンフィールド銃と同じくスパイク式のものを使用した。全長は銃剣無しの状態で4フィート3.5インチ(約130.1cm)で、銃身長36インチ(91.44cm)、銃剣無しの状態での全体重量は9ポンド13.25オンス(4.46kg)で、銃身重量は2.25kg、口径は.451インチ(11.46mm)で、0.196インチ(4.98mm)の幅があり、0.037インチ(0.94mm)の深さがある六角形のポリゴナルライフリングが彫り込まれていた。ライフリングのねじれは、一回転20インチであった。
1862年型ウィットワース銃の銃身口径の許容誤差は、0.451~452インチの僅か0.001インチ(0.025mm)に保たれ、装填を容易にする為に、銃口の形状は皿穴にされた。
1861年の比較トライアルでは、小口径のライフルのニップルと雷管の発火が急速に大きくなる事によって、銃を発射した時にニップルから逃げるガス圧が、ハンマーを損壊してしまう可能性があるという欠点が発見された為、1862年型ウィットワース銃のニップルは穴がとても小さくされ、プラチナでめっきが施された。しかしそれでも、1,000発ごとに交換することが望まれた。

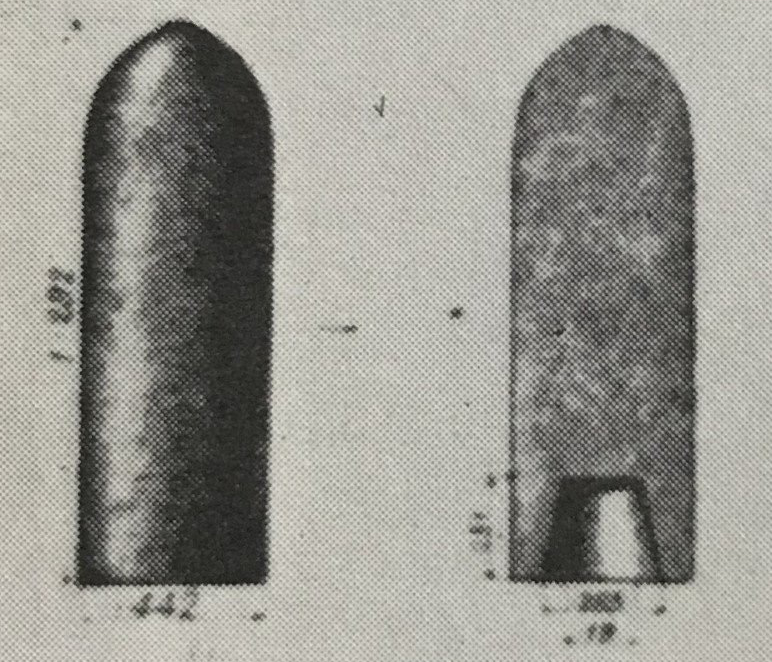
ウィットワース銃用の円筒形弾のイラストと断面図、六角形の弾丸に比べて、僅かに弾道性が劣り、ライフリングをより磨耗させてしまう欠点があったが、六角形ライフリングに機械的吻合を行う六角形弾に比べて、装填が容易だった。

その他に、1862年型ウィットワース銃の照準器はとても特殊であった。照準器はエンフィールド銃のそれと同じくラダー式であるが、照準には二つの区分があった。左側は、狙撃兵が使用する六角形弾用の照準で、1,350ヤード(1,234メートル)まで照準が可能であった。右側は、円筒形弾(英:Cylindrical bullet)用の照準器で、弾道性能が六角形弾よりも僅かに下がってしまう為に1,250ヤード(1,143メートル)まで照準が出来た。
ウィットワース銃用の円筒形弾は、口径.442インチ(11.2mm)、弾長1.292インチ(33ミリ)、重量480グレイン(31グラム)の弾丸で、六角形弾に比べてライフリングを磨耗させてしまったが、装填が容易であった。
弾丸底部には円錐台の空洞があった。この空洞は、弾丸後端部を軽くする為にあり、銃を発射した時に発生する火薬の燃焼ガスによって、 この軽い弾丸底部の円錐台は、重い弾丸前部へと押し付けられ、弾丸を押しつぶすようにして、弾丸を半径方向へと拡張、そしてライフリングに吻合させた。この拡張方式は、エンフィールド銃が初期に使用したプリチェット弾のそれと同じである。
兵器選択委員会が出版した最終レポートでは、ウィットワース銃に問題は無いとされ、第一印象が概して好意的であっため、部隊試験の規模を広げる事が決定された。そして、1863年には、8,000丁のウィットワース銃の製造が注文された。この時に注文された8,000丁のウィットワース銃は、スチール製の銃身で作られたが、スチール製の銃身は33インチ(83.82cm)よりも長く製造する事が不可能であったため、結果として銃身長33インチのスチール製銃身のウィットワース銃が製造されることとなった。製造は、エンフィールド造兵廠が行った。こうして1863年型ウイットワース銃(英:Pattern 1863 Whitworth rifle)が開発され、1863年12月18日には、物資を規定するためにウイットワース銃は承認された。
1864年1月1日には、エンフィールド造兵廠の監督官が、8,000丁の1863年型ウィットワース銃のスペックを手紙に書き記した。以下の表がその手紙の内容である。
| 項目                                     | 数値                       |
| ---------------------------------------- | -------------------------- |
| 銃身長                                   | 33インチ(83.82cm)          |
| ブリーチ部の長さ                         | 1.06インチ(2.69cm)         |
| マズル部の長さ                           | 0.8インチ(2.03cm)          |
| ブリーチピンと、照準器を含めた銃身の重量 | 5ポンド0.75オンス(2.29kg)  |
| 六角形ライフリングの斜めの長さ           | .4895インチ(1.24cm)        |
| 六角形ライフリングの横の長さ             | .4495インチ(1.14cm)        |
| ライフリングのねじれ                     | 一回転20インチ             |
| ライフルの重量(銃剣を除く)               | 9ポンド14オンス(4.48kg)    |
| 銃剣の重量                               | 1ポンド11.75オンス(0.79kg) |
| 銃剣の長さ(グリップを含む)               | 28インチ(71cm)             |

1863年型ウィットワース銃は、全長(銃身無しの状態)は4フィート0.5インチ(123cm)で、全体重量(銃剣無しの状態)は9ポンド14オンス(4.48kg)であった。1863年型ウィットワース銃の照準器は、1862年型のそれと同じであったが、照準器がより横に広いなどの違いがあった。ハンマーロックも1862年型のそれと同じであった。3つのバンドで銃身が固定されており、スチール製の銃身に銃剣着剣用のバーを溶接する事は非常に困難であったと考えられたため、バンドにバーが搭載された。銃剣は1860年型エンフィールド二帯型銃へと配備されたヤタガン型銃剣であったが、着剣配置が違っていたため、必然的に異なっていた。

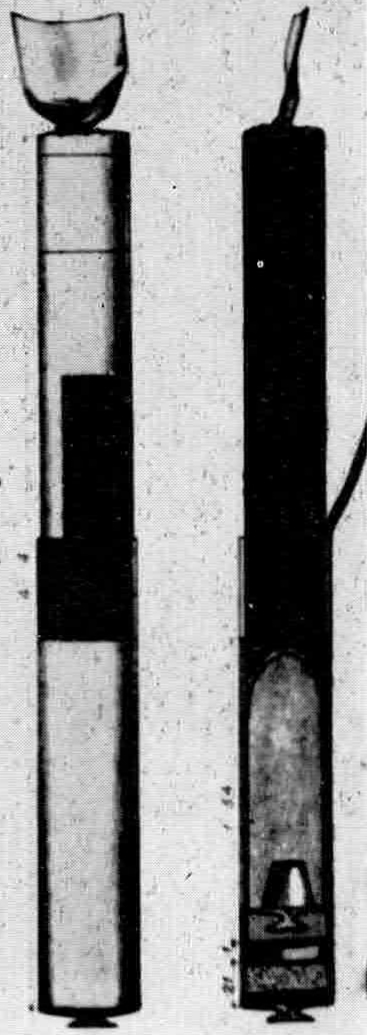
ウーリッジ弾薬包のイラストと断面図。この複雑な弾薬包は3枚の長方形の紙で頑丈に固定されていた。

ウィットワース銃の軍用弾薬包は、王立研究所(英:Royal Arsenal)の最高責任者であるエドワード・ムーニエ・ボクサー(英:Edward Mounier Boxer)によって開発された。この弾薬包は、ウーリッジ弾薬包(英:Woolwich cartridge)と呼ばれるものであり、7枚の弾薬包紙を使用して作成される。

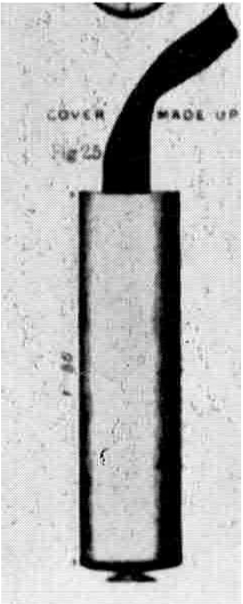
テープ付き弾薬包紙のイラスト

弾薬包内には、弾丸、75グレインの火薬、グリース漬けの綿、張子の綿が内蔵されており、弾薬包は3枚の長方形の紙で巻かれていた。弾薬包の中心には、ストップバンド(英:stop band)と呼ばれる長方形の紙が巻かれており、これは穴あき板に弾薬包を保持させる役割があった。
綿を保護するために、綿のある弾薬包下部全体をパルプで保護し、それをテープの付いた弾薬包紙で覆った。そして、そのテープ付き弾薬包紙は、弾薬包の中心であるストップバンドの位置までを覆い、緑色の長方形の紙を巻いて固定された。
この弾薬包の装填方法は、
1. 弾薬包の上部を手で破り、銃口内に火薬を流し込む。
2. 弾薬包の中心にあるテープを掴んで下に引き、グリース漬けの綿を保護するカバーを切る。
3. カバーとパルプを剥がした後、弾丸のある部分を銃口に嵌め、不必要となった弾薬包の上側を手でちぎり取って捨て、ラムロッドで弾丸を銃身底部まで押し込む。

と言うものだった。

### ウィットワース銃の請負製造について
1863年型ウィットワース銃の銃身用のスチールは、それぞれ4つの会社が製造しており、それぞれが違った状態で提供されていた。一つ目はイギリスの工業都市であるシェフィールドのファースアンドサンズ(英:Firth & Sons)から提供されたもので、粗い棒鋼の状態のスチールが、一本4シリング4ペンスの価格で1,540本提供された。二つ目はバーミンガムのジョン・コンフォース(英:John Conforth)から提供されたもので、穴が空いた銃身の状態のスチールが一本6シリング1.5ペンスの価格で1,391本提供された。三つ目はベルガー(英:Berger)がドイツにあるウェストファリアのウィッテンで製造したもので、粗く穴が開かれた銃身の状態のスチールが一本9シリング3ペンスの価格で3,678本提供されたが、二つ目よりも品質は良かった。四つ目は、ウィットワースライフルカンパニー(英:Whitworth ＆ Co)から提供されたもので、ライフリングが彫られており、殆ど完成した状態のスチールが一本2ポンド13シリング4ペンスの価格で1,497本提供された。
そして、1863年型ウィットワース銃には、マンチェスターで請負製造されたモデルも存在した。このモデルは、製造された1863年型ウィットワース銃の総数である8,206丁の内、たったの100丁しか占めていなかったが、政府の報告書では、このモデルはエンフィールドで製造されたそれよりも僅かに頑丈である点が一つある事を明らかにしており、それはニップルと雷管の発火の事についてであった。マンチェスター製の1863年型は、ニップルと雷管の発火がエンフィールド製のそれよりも直接的でない為、ニップルのプラチナのめっきが損傷する可能性がかなり低くなっていた。

### 連隊への配備とウィットワースの問題
1864年頃には、以下の連隊にそれぞれ68丁ずつウイットワース銃が配備された。
- 第二大隊　第2近衛歩兵連隊(英:Grenadier Guards)
- 第一大隊　第1フュージリア近衛連隊(英:History of the Scots Guards (1805–1913))
- 第一大隊　第3歩兵連隊(バフス) (英:Buffs (Royal East Kent Regiment))
- 第二大隊　第5歩兵連隊(英:Royal Northumberland Fusiliers)
- 第二大隊　第5フュージリア連隊(英:Royal Regiment of Fusiliers)
- 第一大隊　第21フュージリア連隊(英:Royal Fusiliers)
- 第一大隊　第24歩兵連隊(英:South Wales Borderers)
- 第一大隊　第60ライフル連隊(英:King's Royal Rifle Corps)
- 第二大隊　第60ライフル連隊(英:King's Royal Rifle Corps)
- 第73歩兵連隊(英:73rd (Perthshire) Regiment of Foot)
- 第86ロイヤル連隊(英:86th (Royal County Down) Regiment of Foot)
- 第四大隊　ライフル連隊(英:Rifle Brigade (The Prince Consort's Own))

これらの連隊に加えて、インドに駐在していた以下の5つの連隊にもそれぞれ68丁ずつのウイットワース銃が配備された。
- 第34歩兵連隊(英:34th (Cumberland) Regiment of Foot)
- 第91歩兵連隊(英:91st (Argyllshire Highlanders) Regiment of Foot)
- 第42歩兵連隊(英:42nd Regiment of Foot)
- 第二大隊　ライフル連隊(英:Rifle Brigade (The Prince Consort's Own))
- 第77歩兵連隊(英:77th (East Middlesex) Regiment of Foot)

しかし、ウィットワース銃には幾つかの問題があり、一つ目はファウリングの事であった。ウィットワース銃は約32度以上の温度で、湿度が低い環境内で発砲されると、とても酷いファウリングを起こした。マルタの様な気温の高く湿度の低い地域などでは、6~7発程しか簡単に装填出来なかった。
二つ目に、ウィットワース銃は、非常に丁寧に装填しなくてはならないという弱点があった。エンフィールド造兵廠のプルーフマスターであるJ・B・ベーカーは、ウィットワース銃を装填する際には、下方向、または銃口の隅の側面に圧力をかけない様にする事を記した。これは、弾薬の僅かな変形により、弾薬から銃口へと弾丸が簡単に移動する問題を防ぐ事ができるからである。
他にも、弾薬を銃身底部にある火薬の上に注意して、しかし強過ぎないように、装填する必要がある事も記していた。これは、弾薬内のグリース漬けの綿の形状が壊れ、火薬と混ぜ合わさってしまう事でのを防ぐ為であった。そして、銃身内にて弾丸が装填されるべき位置から1インチ(2.54cm)上の部分がたまに少し粗くなる事があった為、その場合には必要に応じてラムロッドで弾丸を軽く突く必要がある事も記した。この予防措置が行われなければ、銃身内でファウリングが起こり始め、僅か数発の発砲で装填出来なくなってしまった。
この様な欠点の多くは、他の軍用小口径ライフルに当て嵌まるが、これらの欠点が政府が小口径の前装式ライフルの一般的な導入に反対した理由となった。実際、ウィットワース銃の制限された試験的な採用は、このライフルの一般的な導入の先駆けではなく、ライフル銃身に使用するスチールの適合性の実験と見做されていた。
この様な事から、ウィットワース銃は一部の連隊では1867年まで制限された採用に留まり、軍事使用はあまり成功しなかった。

### ボランティア射撃におけるウィットワース銃
軍用ライフルとしてはあまり成功を収めなかったウィットワース銃であったが、ボランティア射撃においては名を遺したライフルであった。特に有名とされているのは、当時のヴィクトリア女王による射撃である。

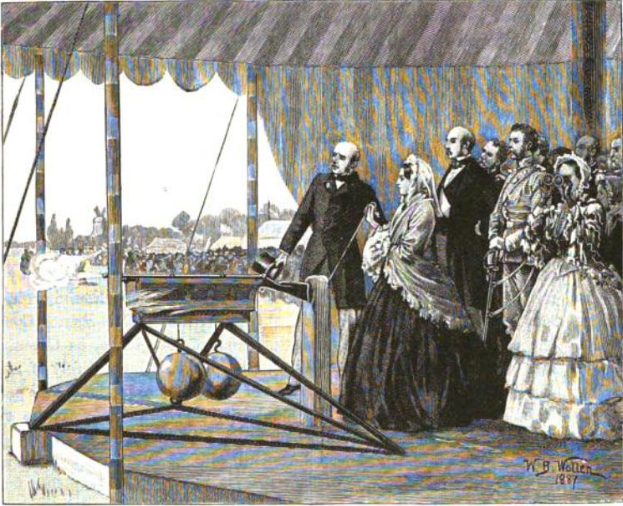
ウィットワース銃を発砲するヴィクトリア女王

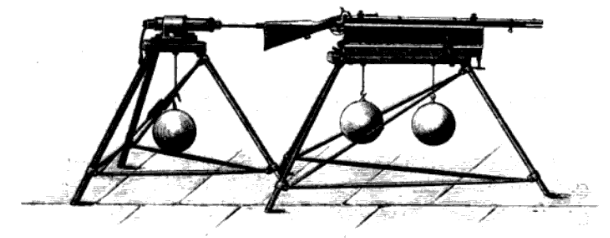
機械式レストに搭載されたウィットワース銃

これは、NRA(英:National Rifle Association of the United Kingdom)がウィンブルドン・コモンで開催した最優秀賞総会の最初の射撃会において、1860年7月2日に、機械式レストに設置されたウィットワース銃をヴィクトリア女王が400ヤードの距離から発砲したもので、ホイットワースが引き金に取り付けられた絹のコードを陛下に手渡すと,そのコードをわずかに引っ張り、ライフルが発砲された。機械式レストの調整は非常に正確だったので、ウィットワース銃はその高い精度を発揮し、弾丸はターゲットの中心から1.25インチ以内に命中し、この射撃によって射撃会が開かれた。

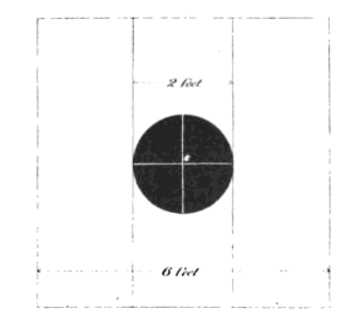
ヴィクトリア女王が発砲したターゲットのイラスト。白点が弾丸の命中点を示している。

陛下はさらに、ボランティアが2つの段階で競い合う毎年恒例の賞を設立した。一段階目では300、500、600ヤード、二段階目は800、900、1,000ヤードから射撃が行われた。一段階目ではエンフィールド銃が使用されて射撃されたが、これは二段階目では不十分な精度であるとみなされた。そのため、適切なライフルを選択するために1860年5月にイギリスのハイスにてトライアルが行われた。トライアルではホイットワースとバーミンガムのガンメーカーの代理人が競争をし、ウィットワース銃がトライアルで勝利した。こうしてウィットワース銃は、1871年に初めて後装式ライフルで試合が行われるまで、この賞のファイナリストに採用され続けた。
ウィットワース銃の開発の影響はすさまじく、ホイットワースによって確立された原則に従い、多くのガンメーカーは小口径(多くは0.451インチ)ライフルを開発した。1864年にヘンリー・ウィリアム・ヒートン(英:Henry William Heaton)が出版した「ライフル射撃に関するメモ(英:Notes on rifle-shooting)」では、ベイカー(英:Baker)、ビーズリー(英:Beasley)、ビッセル(英:Bissel)、クロッカート(英:Crockart)、エッジ(英:Edge)、ヘンリー(英:Henry)、カー(英:Kerr)、ランカスター(英:Lancaster)、ニュートン(英:Newton)、パーソンズ(英:Parsons)、リグビー(英:Rigby)、ターナー(英:Turner)、ウィットワース(英:Whitworth)などの小口径ライフルについて説明されており、これらは小口径ライフルの歴史に関連したガンメーカーのほんの一部である。そのため、いかに多くのガンメーカーが小口径ライフルの開発を行ったのかが理解できる。
しかし、1860年代半ばまでに他のガンメーカーがウィットワース銃に匹敵するライフリングシステムを開発すると、ライフル射撃場におけるウィットワース銃の優位性は衰えた。1865年、ウィットワース銃は当時のライフルマンの間で人気を博していたが、同年にギブスメトフォード銃の導入が成功すると、ウィットワース銃は終焉を迎え、ギブスメトフォード銃とその後のリグビー銃(この銃も1865年に導入された)にとって代わる事となった。

### 南北戦争におけるウィットワース銃

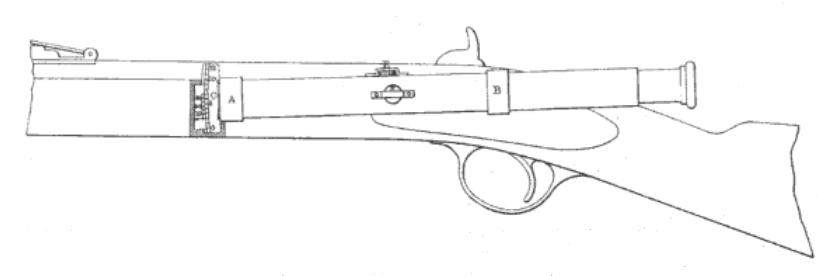
銃の左側に取り付けられたデヴィッドソン望遠鏡照準器。

1861年4月12日に、南軍がサムター要塞を攻撃して南北戦争が始まると、ウィットワース銃はアメリカ連合国の熟練の兵士らに支給され、使用された。
南北戦争でアメリカ連合国が輸入したウィットワース銃は約250丁とされており、戦争中に使用された数が少なかったのは、その高額な費用が反映している。ライフル一丁には100ドル、付属品、工具、そして1,000個の弾薬を含む各ライフルには1,000ドルの費用がかかった。
アメリカ連合国によって輸入されたウィットワース銃の中には、シンプルなフロントサイトから、グローブ型やアパーチャ型照準器を備えていたものまで様々あったが、ほとんどは通常のラダー式照準器とデヴィッドソン望遠鏡照準器の両方を備えていた。
デヴィッドソン照準器は、イギリスの兵士でありスポーツマンでもあるデヴィッド・デヴィッドソン(英:David Davidson)によって発明された照準器で、望遠鏡は頑丈な銅管に内蔵されてある。倍率は4倍で、レティクルは単純な十字線であった。照準器は銃の左側にある取り外し可能で外部調整が可能なマウントに取り付けられた。照準の高さは、距離に応じて、リアマウントのスイベルを調整することで必要な角度に修正できた。
しかし、この照準器は完璧というわけでなく、接眼レンズと対物レンズはどちらも同じ直径であったため、集光力は不十分であり、南北戦争の火器を研究するウィリアム・B・エドワーズ(英:William B. Edwards)は、ウィットワース銃などの南北戦争のライフルに付属しているスコープを覗き見ることは、「暗いトンネルを覗き込む様なもの」と述べている。
南北戦争中では、この照準器を取り付けたウィットワース銃を使用した兵士は、狙いを定めている間に十分な瞳距離が取れず、照準器の端が寄りかかっていたため、「蹴り(原文:kick)」がかなり強く、目を傷つける事があった。その為、デヴィッドソン照準器を取り付けたウィットワース銃を使用した兵士は、戦いの後にアザによって目を黒くする事があったと当時の兵士が述べている。しかし、この照準器は、立射などの伝統的な射撃姿勢をとっても、十分な瞳距離を取ることが出来るため、上記の様な出来事がデヴィッドソン照準器の欠点になるとは言い難い。

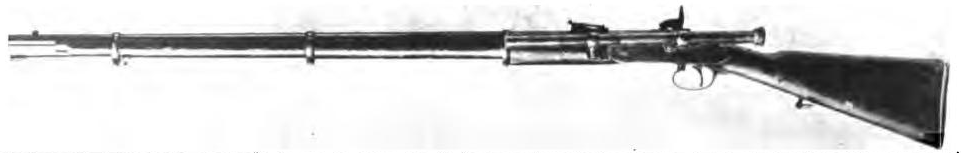
デヴィッドソン照準器を取り付けたウィットワース銃

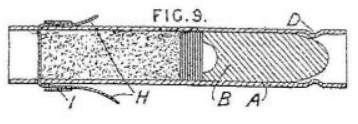
ウィットワース特許弾薬包の断面図

南北戦争では、六角形弾と円筒形弾が使用され、ウーリッジにある王立研究所(英:Royal Arsenal)で製造されたウーリッジ弾薬包も使用されたが、それに加え、ウィットワース特許弾薬包(英:Whitworth Patent Cartridge)も使用された。
ウィットワース特許弾薬包は、ホイットワースが開発した弾薬包で、中には弾丸、火薬、綿が内蔵されており、加熱したワックスと樹脂物質を融合した紙で包まれている。薬包上部は僅かに凹んでおり、これによって薬包内からの弾丸抜け落ちを防いだ。弾薬下部にはテープが敷かれており、これによって薬包内に火薬や弾丸を保持させた。この弾薬包には六角形弾や円筒形弾が内蔵された。
装填方法は、
1. 弾薬包を銃口に挿入し、そこで保持する。
2. 弾薬包下部のテープを引き、弾薬下部に落とし穴を設ける。
3. ラムロッドを薬包内に差し込み、内容物を銃身底部まで押し込む。
4. 空になった薬包を捨てる。

というものだった。
ウィットワース銃は早くも1862年12月に封鎖突破船のリストに記載されており、同じく1862年頃には13丁のウィットワース銃がリー将軍によって受け取られている。しかし、フィールドでの使用に関する最初の証言は1863年であり、南軍の兵器長であるジョシア・ゴーガス大佐(英:Josiah Gorgas)が5月29日、テネシー陸軍に20丁の望遠鏡照準器付きウィットワース銃を発送した。1863年5月頃には20,000個の弾薬がテネシー陸軍に導入された。北バージニア軍では、36～72丁の間の数のウィットワース銃が使用されていた可能性が最も高く、1864年6月24日付けの報告書には、テネシー陸軍に、32丁のウィットワース銃と3,400発の弾薬があることが示されていた。このようにしてウィットワース銃は南北戦争の戦場に出現するようになる。
ウィットワース銃は北部、南部両方の勢力において最高の武器であり、その精度はすさまじいものだった。ウィットワース銃を装備した兵士の初期の記録として知られるのは北バージニア軍に所属していたジョン・ウェスト(英:John West)の記録であり、彼は戦後に自身の戦闘経験を著書『Camp-fire Sketches and Battle-field Echoes of 61-5』にて以下のように記している。

それから我々は軍役に入り、私は男の魂を試す場面を経験してきた。私はすぐに危険に無関心になり、苦難や窮乏に慣れた。私は10フィート(3.05メートル)から1マイル(1.6キロ)までの距離から兵士を射殺した。何人殺したのか見当はつかないが、多くを殺した。我々は、あるときは個別に、またあるときは集団で雇われ、偵察や射撃にあたった。我々の最も効果的な仕事は、将校を狙い撃ち、砲兵を沈黙させ、敵のシャープシューターから我々の戦線を保護することであった。私はバンクス将軍とシールズ将軍を射殺したと確信している。これらの将軍が殺された日、我々の戦線には私しかシャープシューターはいなかった。敵は1,400ヤードから1,500ヤード離れており、私のライフルが敵に届く唯一の銃だった。私は将校を撃っていたので、彼らを殺したことは分かっている。
砲兵は狙撃よりも優れたものなら何でも耐えることができ、砲台に銃を向けるのと同じくらい速くシャープシューターに砲を向けることができた。見ての通り、我々は彼らの砲兵を簡単に狙い撃つことができた。私と仲間は、2時間足らずで6門の砲の砲兵を完全に沈黙させた。その後、砲台は襲撃され、捕獲された。私はリー将軍が、陸軍のどの連隊よりも13名のシャープシューターが欲しいと言っているのを聞いた。我々は戦争において、しばしば様々な工夫を用いた。時には木に登ったり、服のあちこちに葉っぱをピンで留めたりして、その色が我々を示さないようにした。私達二人は一緒にいて、ヤンキーのシャープシューターが私達を撃とうとしているとき、私達の一人はラムロッドに帽子をかぶせて、私たちを隠して保護している物体の後ろからそれを突き上げ、ヤンキーが帽子を撃つために頭を見せると、もう一人は彼の頭に銃弾を撃ち込んだ。私は彼らを木から撃ち落とし、彼らが繭のように落ちるのを見た。草や穀物畑の中にいると、発砲して転倒し、発砲した場所から数ヤード転がり、ヤンキーのシャープシューターが煙に向かって発砲した。

ウィットワース銃の出現により、テネシー陸軍の長距離狙撃は南軍での専門となった。また、北バージニア軍でも長距離狙撃にウィットワース銃は使用された。騎乗している者は目立つためにかなりの長距離からでも狙撃された。

Ｂ・Ｌ・リドリー(英:B・L・Ridley)は、第20テネシー連隊(英:20th Tennessee Infantry Regiment)所属のジョン・キング(英:John King)の将校の狙撃を『Confederate veteran　Volume 4』にて以下の様に述べている。

ダルトン近くのロッキーフェイスリッジで、第20テネシー連隊のジョン・キングは、望遠鏡照準器をウィットワースに搭載し、1マイル離れた小競り合いの戦線を指揮する将校を落馬させた。

他にも、2,250ヤード(約2057メートル)からの狙撃に成功した者も存在しており、F・Ｓ・ハリス(英:F・Ｓ・Harris)は、テネシーの中尉(英:Tennessee lieutenant)の狙撃を同じく『Confederate veteran　Volume 4』にて以下の様に報告している。

1864年の夏にグラントの鉱山がピーターズバーグの近くで爆発した直後、アーチャーのテネシー旅団の将校は、騎兵の一団が北軍の戦線のはるか後方で高所に上っているのを観察した。彼は、その瞬間に通りかかっていたA・Ｐ・ヒル(英:A・Ｐ・Hill)隊の技師長であるスレイド(英:Slade)大尉を呼び、距離を計算するように頼んだ。スレイド大尉はそれを2,250ヤードと推測した。明らかに将軍である男性の一人が一団から離れて最高点で立ち止まったのと同じ時に、中尉は旅団の狙撃兵のウィットワース銃を取り、グローブ型照準器で彼(将軍)に銃を向け、じっくりと狙いを定め、発砲した。将軍は馬から落ち、すぐさま彼の参謀が彼の周りに集まった。

南軍の少将であるパトリック・クレバーンは、ウィットワース銃で長距離において敵を狙撃したことを、『The War of the Rebellion A Compilation of the Official Records of the Union and Confederate Armies』にて以下のように語っている。

私には弾薬がなく、良く役に立つと見られた5丁のウィットワース銃を除いて敵の継続的な射撃に反撃しなかった。騎乗していた者は700から1,300ヤードの範囲の距離で倒された。

パトリック・クレバーンは、イギリス軍に所属していた経験があり、正確な射撃の価値を理解していた。1863年5月下旬にジョシア・ゴーガス大佐(英:Josiah Gorgas)がテネシー軍へ発送した20丁のウィットワース銃のうちの5丁を受け取った後、クレバーンは「ウィットワース狙撃兵部隊(英:Corps of Whitworth Sharpshooters)」を結成した。これは非常に成功し、この部隊は戦争終結まで壮大な奉仕を行った。
より多くのライフルが利用可能になるにつれて、他の師団も同様の部隊を形成した。第1テネシー連隊(メイニーズ旅団、チーサム師団)の兵士であったサミュエル・R・ワトキンス(英: Samuel R. Watkins)は、ウィットワース銃がどのように配備されたかを以下のように説明した。

それら(ウィットワース銃)は軍隊のベストショット(射撃において腕が優れる者の事)に与えられることになっていた。ある日、ジョー・Ｐ・リー大尉とH中隊は、銃(ウィットワース銃)のために標的射撃に出かけた。我々は銃(ウィットワース銃)が欲しかった。なぜなら、それを手に入れればシャープシューターになることができ、キャンプなどの義務から解放されるからだ。すべての将軍と将校らは我々が撃つのを見に出てきた。標的は約500ヤード先の丘の上に付けられ、我々は３発射撃できた。発射された全弾が標的に命中したが、他のどの射撃よりも標的の点に近く射撃した男が一人いて、ウィットワース銃は彼に授与された。

また、ウィットワース銃は対物の役割においても使用された。例えば、チャタヌーガの包囲中に、南軍のシャープシューターは北軍に供給しようとする馬車隊を撃退した。ウィットワース銃で武装したシャープシューターであるヘンリーグリーン(英:Henry Green)が、速い正確な射撃で各馬車を撃退していく様子が、以下の様に書かれている。

彼は先導する馬車を牽引する４頭のラバを撃ち、そして他のラバをそれらが来るのと同じくらい速く撃った。

ウィットワース銃は、北バージニア軍とテネシー陸軍との両方で名声を得たが、チャールストンの南軍の兵士たちによっても効果的に使用された。チャールストンハーバーにあるモリス島のワグナー砦に所属している狙撃兵らには18丁のウィットワース銃が支給された。ワグナー砦での戦闘の多くは接近戦であり、ウィットワース銃の長射程は打ち消されたが、近距離におけるウィットワース銃の精度は凄まじく危険であり、北軍の兵士達は自身の体の如何なる部位であろうと敵に見せることが出来なかった。北軍の少佐であるトーマス・B・ブルックス(英:Thomas・B・Brooks)は、近距離におけるウィットワース銃の危険性について以下の様に述べている。

もし胸壁から体の一部分でも露出させれば、望遠鏡照準器付きウィットワース銃の回避不可能な集中攻撃に晒されるだろう。我々の部下の何人かは、ワーグナーから1,300ヤードの距離でこれらのライフルによって負傷した。

他にも、第144ニューヨーク義勇歩兵連隊もワグナー砦での戦闘に参加しており、この連隊は様々な所から砲撃を受けていた。それに加え、ウィットワース銃を装備したシャープシューターの狙撃も受けていた。その様子が以下の様に述べられている。

危険は(南軍の)砲撃だけではなかった。ワグナー砦の前の砂丘の間にある反乱軍の哨戒線にはシャープシューターが居たからだ。これらのシャープシューターには、望遠鏡照準器付きのウィットワース銃が配備されており、砂丘に設置された小さな堡塁から、北軍兵士を狙い撃つ機会を一日中監視していた。これらの銃は1,500ヤードの距離で致命的な効果をもたらす事ができた。包囲中には毎日平均して約2人が死亡し、8人が負傷した。

1863年9月にワグナー要塞が陥落した後、ウィットワース銃を装備した兵士たちは、サムター要塞に移動し、第二次世界大戦中のモンテカシーノのドイツ兵の様に、彼らは瓦礫に潜り込み、要塞の奪還を試みる勢力を撃退した。そして、チャールストンを包囲する北軍に対しても攻撃を続けた。そのため、要塞は1865年にサウスカロライナ州からのウィリアム・T・シャーマン将軍の進撃によって南軍が撤退するまで破棄されることはなかった。

他にもウィットワース銃の記録は存在しており、南軍の狙撃兵であるダニエル・ソーテル(英:Daniel Sawtelle)は、彼の旅団に配備されたウィットワース銃を確認したことを述べていた。

何もすることがなかったため、私はベン・パウエル(英:Ben Powell)がウィットワース銃を持って狙撃を行っていた野原を横切った。イギリスから持ち込まれた幾つかのウィットワース銃(望遠鏡の照準器付き)は性能を発揮していた。彼は自分の行きたいところに行って、敵兵士を狙い撃った。私はその銃を何回か撃ったが、反動が強かった。

ベン・パウエルの活躍については別の記録も存在しており、サウスカロライナの狙撃手であったベリー・ベンソン(英:Berry Benson)は、友人であるパウエルのとの遭遇について以下の様に述べている。

ある日、パウエルが帽子に穴をあけてやって来たのを覚えている。彼は、引退するのが賢明だったが、彼自身が素晴らしい射撃を証明した敵のシャープシューターと決闘していた。

ウィットワース銃が南北戦争中に挙げた功績として最も知られているのは、スポットシルバニア・コートハウスの戦いで、1864年5月9日に北軍の将軍であったジョン・セジウィックの狙撃をした事である。この戦いでは、ウィットワース銃が支給されていた北バージニア軍が参加していた。歴史家のフレッド・レイ(英:Fred Rey)は、ウィットワース銃が少数配備された南軍の狙撃大隊が、セジウィックの近くに配置されていた事を述べており、先述した人物であるベリー・ベンソンは、ウィットワース銃を受け取ったシャープシューターであるベン・パウエルの事を「2日前に望遠鏡照準器付きのウィットワース銃で、ジョン・セジウィック大佐を射殺し、」と述べている。しかし、当のパウエル本人は5月9日に「騎乗していた『ヤンキーの大将軍』を仕留めた。」と述べており、この「大将軍」に当てはめることができる人物は、この戦いで騎乗し、負傷した将軍ウィリアム・H・モリス(英:William H. Morris)であるが、歩いていたセジウィックではない。つまり、ウィットワース銃は、この狙撃に用いられた「可能性が高い」というだけで、それを確かなものとする証拠は無いということに留意すべきである。
1864年5月23日に起きたノースアンナの戦いでも、ウィットワース銃はシャープシューターによって使用されており、ジェームズ・A・ミリング(英:James・A・ Milling)は、ウィットワース銃を装備したシャープシューターが長距離から下士官を狙撃する様子を彼の回想録「Jim Milling and the War 1862-1865」にて以下の様に述べている。

ヤンキーの進軍が１マイル先から視野に入った。堡塁の中に我々と居たのはロングストリートの偵察兵だった。彼はグローブ型照準器のウィットワース銃を装備していた。私は、騎乗しているヤンキー(私の推測では下士官)を彼が狙撃したのを見た。その距離は１マイル近くであったと我々は推測する。

最終盤の1865年3月25日に起きたステッドマン砦の戦いでもウィットワース銃は使用された。北軍による反撃によって、南軍は退却を始めていたが、それの実行に至るまで、ウィットワース銃を用いた狙撃を行なっていた事を、J・P・カーソン(英:J・P・Carson)は、「Confederate Veteran」にて以下のように述べている。

隊列は20列だったに違いない。我々のウィットワース銃で主要な個人の狙撃を開始した。しかし、軍全体を撃退する事は出来ず、現在、我々は撤退しなければならなかった。

### 日本におけるウィットワース銃
幕末の日本には少数ながらもウィットワース銃が輸入されており、戊辰戦争時には庄内藩が「ウヰツウオルヅ銃十抱　但シパトロン二百ツゝ」を武器商人スネルから購入した記録がある。価格は一丁38ドルで、これは当時の通貨にして28両2分という価格だった。
我が国に輸入されたウィットワース銃は甲乙二種類が存在しており、甲は1863年型ウィットワース銃、乙は1867年製のものであった。
ウィットワース銃の弾丸は、現在のところ西南戦争戦跡での出土事例は少数ある。黒土峠の出土品には、深いくぼみが弾底部にあり、四条の細い溝が彫られている弾丸が存在するが、これは、形状や直径の違いから、マルティニ・ヘンリー銃などの他の銃の弾丸であると考えられている。